# U 71 (U-Boot, 1915)
U 71 war ein deutscher U-Boot-Minenleger, der im Ersten Weltkrieg zum Einsatz kam. 

## Bau und Technische Daten
U 71 gehörte zur Serie U 71–U 72. Zusammen mit U 72–U 80 war das U-Boot ein Amtsentwurf des Kriegsauftrags „E“ bzw. UE. Gebaut wurde es auf der AG Vulkan in Hamburg (wie auch U 72 und U 75–U 80). U 73 und U 74 wurden auf der Kaiserlichen Werft in Danzig gebaut. U 71 lief am 31. Oktober 1915 vom Stapel und wurde am 20. Dezember 1915 in Dienst gestellt.
Das Boot war ein Hochseeboot vom Einhüllentyp mit Satteltanks. Die Verdrängung betrug aufgetaucht 755 Tonnen und getaucht 832 Tonnen. Das Boot war 56,8 Meter lang, 5,9 Meter breit und (aufgetaucht) 4,86 Meter tief. Die Maschinenanlage bestand aus zwei Benz-Viertakt-Sechszylinder-Dieselmotoren (S6 Ln) mit einer Gesamtleistung von 900 PS für Überwasserfahrt und zwei SSW-Elektromotoren mit einer Gesamtleistung von 660 kW für Unterwasserfahrt. Die Höchstgeschwindigkeit betrug 10,6 kn über Wasser und 7,9 kn unter Wasser. Das Boot war mit zwei 50-cm-Torpedorohren (eins im Bug, eins im Heck) sowie mit einer 8,8-cm-Bordkanone bewaffnet. Die Kanone wurde 1917 gegen eine solche mit Kaliber 10,5 cm L/45 ersetzt. Zudem befanden sich im Heck des U-Bootes zwei Minenschächte mit 38 Minen. Die Besatzung bestand aus 4 Offizieren und 28 Mannschaften.

## Einsätze
Die Kommandanten des U-Bootes waren Hugo Schmidt (20. Dezember 1915 – 19. April 1917), Walter Gude (20. April 1917 – 27. November 1917), Otto Dröscher (28. November 1917 – 27. Januar 1918), Richard Scheurlen (28. Januar 1918 – 29. Juli 1918) und Kurt Slevogt (30. Juli 1918 – 14. Oktober 1918).
U 71 war ab April 1916 der I. U-Flottille zugeordnet.
U 71 führte während des Ersten Weltkrieges 18 Operationen, überwiegend in der Nordsee durch. Dabei wurden insgesamt 16 Handelsschiffe der Entente und neutralen Staaten mit einer Gesamttonnage von ca. 11.533 BRT versenkt. Zudem gelang die Versenkung des britischen Minensuchboots Blackmorevale mit 750 BRT. Das Kriegsschiff sank am 1. Mai 1918 vor der Küste Schottlands durch eine von U 71 gelegte Mine. Dabei kamen 26 Seeleute ums Leben.

## Schicksal
U 71 wurde am 23. Februar 1919 an die Siegermächte ausgeliefert und im Jahr 1921 in Cherbourg verschrottet.